# Manfredi Nicoletti

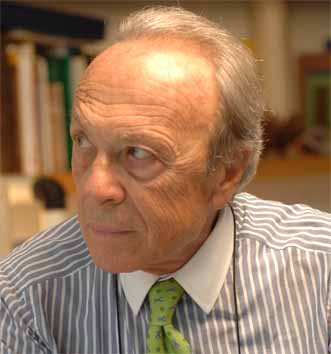
Manfredi Nicoletti (2009)

Manfredi Nicoletti (* 16. Juni 1930 in Rieti, Latium; † 29. Oktober 2017 ebenda) war ein italienischer Architekt.

## Leben
Manfredi Nicoletti begann seine Ausbildung bei dem Künstler Giacomo Balla. Von 1949 bis 1954 studierte er Architektur an der Universität La Sapienza in Rom. Am Massachusetts Institute of Technology (USA) absolvierte er 1955 ein Masterstudium in Architektur bei Buckminster Fuller, Pietro Belluschi und Eero Saarinen. Nach einem Praktikum im Architekturbüro von Walter Gropius arbeitete er bei Minoru Yamasaki in New York City. Ab 1957 leitete er in Rom sein eigenes Architekturbüro „Studio Nicoletti Associati“.
Seit 1963 war Nicoletti auch als Dozent tätig, zuerst an der Rhode Island School of Design, später in Italien. Er war von 1980 bis 1988 Professor in Palermo, danach in Rom. 2009 wurde er zum Professor Emeritus der Architektur an der La-Sapienza-Universität in Rom ernannt.
Manfredi Nicoletti war Vizepräsident und Professor an der International Academy of Architecture, Ehrenmitglied der Architekturakademien von Russland, Frankreich und Moskau. 1965 hat er in Frankreich mit Paul Maymont, Yona Friedman und Michel Ragon die Groupe International d’Architecture Prospective (GIAP) gegründet.

## Ehrungen
- Commandeur dans l’Ordre des Arts et Lettres (2009)
- Ehrenmedaille Società Dante Alighieri (2009)
- Honorary Fellow des American Institute of Architects (FAIA)
- Honorary Fellow des Royal Architectural Institute of Canada (RAIC)

## Werke
- Siedlung in Rieti (1965)
- Künstliche Peninsel in Fontvieille, Fürstentum Monaco (1968)
- Flughafen in Reggio Calabria (1974)
- Seafront of Reggio Calabria (1976)
- Siedlung in Gela (1976)
- Stadtplan von Gela (1978)
- Flughafen in Trapani, Lampedusa und Pantelleria (1978)
- Flughafen und Wachturm in Catania (1978)
- Moncada Haus, Bagheria (1987)
- Universitäten in Udine (1990)
- Krankenhaus in Agrigento (1991)
- Stadtplan von Rieti (1992)
- Wissenschaftliches Treibhaus der Catania Universität (2000)
- Zoologisches Museum in Catania (2000)
- Sportpalast, Palermo (2001)
- Parlamentarische Konferenzraum, Rom (2002)
- Carabinieri Büro, Rieti (2002)
- Millennium Park, Abuja, Nigeria (2003)
- Justizpalast, Lecce (2004)
- Unità d’Italia Platz, Rieti (2004)
- Justizpalast, Arezzo (2008)
- Zentrale Konzerthalle Kasachstan, Astana, Kasachstan (2009)
- Petaling Jaya Pavilion, Kuala Lumpur, Malaysia (2010)

## Architekturpreise und Auszeichnungen
- Bienal Miami + Beach international award
- Gold Medal in Art and Culture, Dante Alighieri Institut
- Cityscape Asia international award
- Cityscape Dubai international award
- Dedalo Minosse international award
- Fassa Bortolo sustainability international award
- IAA international award
- Gold Medal from the Architectural Chamber of Rome
- Inarch annual national award
- World Renewable Energy Network U.K. international award

## Schriften (Auswahl)
- „La Storia di quando Frascati divenne New York“, Bellanca, Roma 1963
- „L’Ecosistema Urbano“, Dedalo, Bari 1978
- „L’Architettura Liberty in Italia“, Laterza, Bari 1978
- „L’Architettura delle Caverne“, Laterza, Bari 1980
- „D’Aronco e l’architettura liberty“, Laterza, Bari 1982
- „La città del 2000“ in: AA.VV. „Verso il 2000“, Laterza, Bari 1984
- „Dentro l’architettura moderna“, Laterza, Bari 1984
- „Architettura e paesaggio nello Yemen del nord“, Laterza, Bari 1985
- „L’avventura del progetto“, Laterza, Bari 1991
- „Architettura Ecosistemica“, Gangemi, Roma 1998
- „Sergio Musmeci. Organicità di forme e forze nello spazio“, Testo & Immagine, Torino 1999
- „Claude Parent. La funzione obliqua“, Testo & Immagine, Torino 2003

## Einzelnachweis
1. ↑  Alessandra Lancia: Rieti, è morto l’architetto e saggista Manfredi Nicoletti. Il Messaggero, 29. Oktober 2017, abgerufen am 30. Oktober 2017 (italienisch).

| Personendaten    | Personendaten           |
| ---------------- | ----------------------- |
| NAME             | Nicoletti, Manfredi     |
| KURZBESCHREIBUNG | italienischer Architekt |
| GEBURTSDATUM     | 16. Juni 1930           |
| GEBURTSORT       | Rieti, Latium, Italien  |
| STERBEDATUM      | 29. Oktober 2017        |
| STERBEORT        | Rieti, Latium, Italien  |